# Mirosława Jarmołowicz
Mirosława Jarmołowicz (ur. 1958 w Szczecinie) – polska architektka wnętrz, doktor habilitowana nauk o sztukach pięknych, rektor Akademii Sztuki w Szczecinie (od 2020).

## Życiorys
Ukończyła studia architektoniczne na Wydziale Budownictwa i Architektury Politechniki Szczecińskiej, uzyskując tytuł magistra inżyniera (1984) oraz studium podyplomowe na Akademii Rolniczo-Technicznej w Olsztynie, uzyskując tytuł dyplomowanego rzeczoznawcy majątkowego. Doktorat „Znaczenie perspektywy wobec współczesnych metod wizualizacji” pod kierunkiem Janusza Stankowskiego obroniła na Akademii Sztuk Pięknych w Poznaniu w dziedzinie sztuki plastyczne, w dyscyplinie architektura wnętrz (2002). W 2020 tamże habilitowała się w dziedzinie sztuk pięknych.
W 1996 została wykładowczynią w szczecińskiej Wyższej Szkole Sztuki Użytkowej, gdzie pełniła funkcję prodziekan Wydziału Architektury Wnętrz (2006–2007). W 2010 zaczęła wykładać na Akademii Sztuki w Szczecinie. W latach 2010–2013 pełniła funkcję pierwszej dziekan Wydziału Sztuk Wizualnych, następnie kierowniczki Katedry Architektury Wnętrz i Przestrzeni Wirtualnej. Rektor uczelni w kadencji 2020-2024.
W obszarze jej zainteresowań artystycznych znajduje się: projektowanie architektury wnętrz i budynków, działania w przestrzeni wnętrz miejskich XIX-wiecznej zabudowy Szczecina w kontekście społecznej roli sztuki w zdegradowanej przestrzeni publicznej. Zainteresowania dydaktyczne obejmują kwestie związane z rolą matematyki w kształceniu artystycznym.
Jej realizacje były prezentowane m.in. w galerii Noesis w Salonikach; Muzeum Techniki i Komunikacji w Szczecinie; Filharmonii Szczecińskiej; galerii Foajegalleri w Notodden w Norwegii (kurator: dr Marta Dziomdziora). Zajmuje się również rysunkiem i malarstwem, fotografią podróżniczą, artystyczną oraz inspirowaną geometrią. Te ostatnie prace w latach 2010–2016 były nagradzane w konkursach Wydziału Matematyczno-Fizyczny Uniwersytetu Szczecińskiego Matematyka w Obiektywie. Od 2017 jest członkinią jury tego konkursu.
W 2011 została nagrodzona za działalność związaną z ratowaniem zabytków Pomorza Zachodniego przez Metropolitę Szczecińsko-Kamieńskiego.
Pracuje bądź pracowała w Biurze Projektowo-Badawczym Miastoprojekt, Biurze Projektowo-Wykonawczym Dom 2000 oraz w ramach własnej pracowni projektowej.
Matka Joanny i Małgorzaty.